# Kap Alexander
Kap Alexander (grønlandsk: Ullersuaq) er det vestligste punkt på Grønland. Det ligger ud til Nares Strædet. Her ligger også den fraflyttede bygd Etah.

## Historie
Området blev udforsket i 1902-1904 under Den litterære Grønlandsekspedition, hvor bl.a. Ludvig Mylius-Erichsen og Harald Moltke deltog. Ekspeditionen blev beskrevet i artiklen Grönland. Illustreret skildring i 1906. Stedet blev besøgt og udforsket igen under Jubilæumsekspeditionen fra 1920-1923.